# Olibrus erithacus
Olibrus erithacus is een keversoort uit de familie glanzende bloemkevers (Phalacridae). De wetenschappelijke naam van de soort werd in 1863 gepubliceerd door Louis Alexandre Auguste Chevrolat.